# Arturo Silvestri
Arturo Silvestri (Fossalta di Piave, 14 giugno 1921 – Pisa, 13 ottobre 2002) è stato un calciatore e allenatore di calcio italiano, di ruolo difensore.
Soprannominato Sandokan, da calciatore militò per cinque stagioni nel Milan, con cui vinse due scudetti. Da allenatore guidò i rossoneri per una stagione, vincendo la Coppa Italia.

## Caratteristiche tecniche
Grintoso, tenace, mai domo, faceva della grinta e dell'esperienza le doti migliori del proprio repertorio.

## Carriera

### Giocatore

#### Club
In carriera ha totalizzato complessivamente 229 presenze e 8 reti in Serie A; 139 presenze e 10 reti in Serie B; 60 presenze e 3 reti in Serie C.
Sivestri esordisce a sedici anni con la maglia del San Donà in Seconda Divisione. Con la maglia biancoceleste conquista due promozioni consecutive arrivando a giocare nel 1939 in Serie C. Sono due i campionati che disputa in Serie C, nel secondo gli eventi bellici costringeranno al ritiro la squadra sandonatese.
La carriera calcistica di Silvestri è però solo agli inizi tanto che viene ceduto in Serie A alla Fiorentina con cui però non gioca mai dato che viene subito girato in Serie B al Pisa.
In nerazzurro disputa due campionati prima che gli eventi bellici lo vedano suo malgrado protagonista. Arruolato, partecipò alla campagna di Albania venendo poi fatto prigioniero dai tedeschi. Alla fine della guerra torna a Pisa e ricomincia la sua carriera calcistica. Dopo aver partecipato con i nerazzurri al campionato di serie B passa nel 1947 al Modena, approdando per la prima volta in Serie A. Esordisce nella massima serie il 14 settembre 1947 in Internazionale-Modena 1-1.
Nel 1950 si trasferisce nelle file del Milan, con il quale si mette definitivamente in luce. È una squadra rossonera stellare che poggiava sul celebre tridente Gre-No-Li e che in Silvestri trova un sicuro baluardo difensivo. Silvestri esordisce in rossonero il 10 settembre 1950 in Milan-Udinese (6-2). Con la squadra rossonera si aggiudica già nel suo primo anno lo scudetto e la Coppa Latina. È un momento molto significativo della storia rossonera dato che l'ultimo scudetto era datato 1907. Un secondo scudetto lo conquistò nel 1954-55, l'ultima stagione nella quale giocò per la squadra rossonera sotto la guida di Ettore Puricelli. La sua ultima gara in maglia rossonera risale al 19 giugno 1955 contro la Pro Patria (1-1). Si congeda nello stesso anno dopo aver totalizzato 163 presenze e 7 reti.
Silvestri chiude la carriera di calciatore nella stagione 1955-56 nelle file del Verona in Serie B.

#### Nazionale
Arturo Silvestri sulla scia dei successi rossoneri arrivò a vestire la maglia nella Nazionale nel 1951. All'età di trent'anni debuttò l'8 aprile 1951 in Portogallo-Italia (1-4). Complessivamente ha totalizzato tre presenze in maglia azzurra.

### Allenatore
Intraprende quindi la carriera di allenatore iniziando a Treviso in Serie C; lavora poi con le squadre di Livorno, Cagliari (ottenendo una promozione in Serie B nel 1962, una promozione in Serie A nel 1964 e un sesto posto nella massima serie nel 1964-1965 ), Milan (che sotto la sua guida vinse la Coppa Italia nel 1967) e Vicenza. Nel 1968 passa al Brescia e lo porta subito in Serie A ma nella stagione 1969-1970 viene esonerato. Riparte dal Genoa in Serie C e ottiene subito una promozione in Serie B nel 1971. Nel 1973 conquista la Serie A sulla panchina dei rossoblu. Termina la carriera di allenatore alla guida della Lucchese.
Nell'annata 1964-65 è stato premiato con il Seminatore d'Oro. Durante la sua carriera da allenatore ha conquistato in totale sei promozioni.

## Riconoscimenti
Il Cagliari lo ha inserito nella sua Hall of Fame.

## Statistiche

### Presenze e reti nei club
| Stagione        | Squadra         | Campionato      | Campionato | Campionato | Coppe nazionali | Coppe nazionali | Coppe nazionali | Coppe continentali | Coppe continentali | Coppe continentali | Altre coppe | Altre coppe | Altre coppe | Totale | Totale |
| Stagione        | Squadra         | Comp            | Pres       | Reti       | Comp            | Pres            | Reti            | Comp               | Pres               | Reti               | Comp        | Pres        | Reti        | Pres   | Reti   |
| --------------- | --------------- | --------------- | ---------- | ---------- | --------------- | --------------- | --------------- | ------------------ | ------------------ | ------------------ | ----------- | ----------- | ----------- | ------ | ------ |
| 1939-1940       | Sandonà 1922    | C               | 20         | 1          | -               | -               | -               | -                  | -                  | -                  | -           | -           | -           | 20     | 1      |
| 1940-1941       | Sandonà 1922    | C               | 15         | 2          | -               | -               | -               | -                  | -                  | -                  | -           | -           | -           | 15     | 2      |
| Totale San Donà | Totale San Donà | Totale San Donà | 35         | 3          |                 | -               | -               |                    | -                  | -                  |             | -           | -           | 35     | 3      |
| 1941-1942       | Pisa            | B               | 21         | 1          | -               | -               | -               | -                  | -                  | -                  | -           | -           | -           | 21     | 1      |
| 1942-1943       | Pisa            | B               | 31         | 0          | -               | -               | -               | -                  | -                  | -                  | -           | -           | -           | 31     | 0      |
| 1945-1946       | Pisa            | C               | 25         | 0          | -               | -               | -               | -                  | -                  | -                  | -           | -           | -           | 25     | 0      |
| 1946-1947       | Pisa            | B               | 37         | 1          | -               | -               | -               | -                  | -                  | -                  | -           | -           | -           | 37     | 1      |
| Totale Pisa     | Totale Pisa     | Totale Pisa     | 114        | 2          |                 | -               | -               |                    | -                  | -                  |             | -           | -           | 114    | 2      |
| 1947-1948       | Modena          | A               | 39         | 0          | -               | -               | -               | -                  | -                  | -                  | -           | -           | -           | 39     | 0      |
| 1948-1949       | Modena          | A               | 32         | 1          | -               | -               | -               | -                  | -                  | -                  | -           | -           | -           | 32     | 1      |
| 1949-1950       | Modena          | B               | 38         | 7          | -               | -               | -               | -                  | -                  | -                  | -           | -           | -           | 38     | 7      |
| Totale Modena   | Totale Modena   | Totale Modena   | 109        | 8          |                 | -               | -               |                    | -                  | -                  |             | -           | -           | 109    | 8      |
| 1950-1951       | Milan           | A               | 38         | 2          | -               | -               | -               | -                  | -                  | -                  | CL          | 2           | 0           | 40     | 2      |
| 1951-1952       | Milan           | A               | 35         | 1          | -               | -               | -               | -                  | -                  | -                  | -           | -           | -           | 35     | 1      |
| 1952-1953       | Milan           | A               | 27         | 2          | -               | -               | -               | -                  | -                  | -                  | CL          | 2           | 0           | 29     | 2      |
| 1953-1954       | Milan           | A               | 32         | 2          | -               | -               | -               | -                  | -                  | -                  | -           | -           | -           | 32     | 2      |
| 1954-1955       | Milan           | A               | 26         | 0          | -               | -               | -               | -                  | -                  | -                  | CL          | 1           | 0           | 27     | 0      |
| Totale Milan    | Totale Milan    | Totale Milan    | 158        | 7          |                 | -               | -               |                    | -                  | -                  |             | 5           | 0           | 163    | 7      |
| 1955-1956       | Verona          | B               | 12         | 1          | -               | -               | -               | -                  | -                  | -                  | -           | -           | -           | 12     | 1      |
| Totale carriera | Totale carriera | Totale carriera | 428        | 21         |                 | -               | -               |                    | -                  | -                  |             | 5           | 0           | 433    | 21     |

### Cronologia presenze e reti in nazionale
| Cronologia completa delle presenze e delle reti in nazionale ― Italia | Cronologia completa delle presenze e delle reti in nazionale ― Italia | Cronologia completa delle presenze e delle reti in nazionale ― Italia | Cronologia completa delle presenze e delle reti in nazionale ― Italia | Cronologia completa delle presenze e delle reti in nazionale ― Italia | Cronologia completa delle presenze e delle reti in nazionale ― Italia | Cronologia completa delle presenze e delle reti in nazionale ― Italia | Cronologia completa delle presenze e delle reti in nazionale ― Italia |
| Data                                                                  | Città                                                                 | In casa                                                               | Risultato                                                             | Ospiti                                                                | Competizione                                                          | Reti                                                                  | Note                                                                  |
| --------------------------------------------------------------------- | --------------------------------------------------------------------- | --------------------------------------------------------------------- | --------------------------------------------------------------------- | --------------------------------------------------------------------- | --------------------------------------------------------------------- | --------------------------------------------------------------------- | --------------------------------------------------------------------- |
| 8-4-1951                                                              | Lisbona                                                               | Portogallo                                                            | 1 – 4                                                                 | Italia                                                                | Amichevole                                                            | -                                                                     |                                                                       |
| 6-5-1951                                                              | Milano                                                                | Italia                                                                | 0 – 0                                                                 | Jugoslavia                                                            | Amichevole                                                            | -                                                                     |                                                                       |
| 25-11-1951                                                            | Lugano                                                                | Svizzera                                                              | 1 – 1                                                                 | Italia                                                                | Coppa Internazionale                                                  | -                                                                     |                                                                       |
| Totale                                                                |                                                                       | Presenze                                                              | 3                                                                     |                                                                       | Reti                                                                  | 0                                                                     |                                                                       |

## Palmarès

### Giocatore

#### Competizioni nazionali
- Campionato italiano: 2

Milan: 1950-1951, 1954-1955

#### Competizioni internazionali
- Coppa Latina: 1

Milan: 1951

### Allenatore

#### Competizioni nazionali
- Serie C: 2

Cagliari: 1961-1962
Genoa: 1970-1971
- Serie B: 1

Genoa: 1972-1973
- Coppa Italia: 1

Milan: 1966-1967

#### Individuale
- Seminatore d'oro: 1

1964-1965